# Велик китайски канал
Великият китайски канал е най-дългият канал (1776 км.) на Земята, свързващ реките Хуанхъ и Яндзъ и гъстонаселените северни части на Китай с отглеждащите ориз южни части на страната. Минава през района на град Пекин (достигнат през XIII век) и завършва при град Ханджоу.
Строителството му започва през 486 г. пр.н.е. и продължава на части през следващото хилядолетие. Най-интензивното строителство по него е през VII век, с между 3 и 6 милиона заети работници-мъже. През 984 г. по него за първи път в историята са направени двойни шлюзове.:с. 179 През вековете Великият китайски канал спомага за ускоряване на вътрешната търговия в Китай и подобряването на икономическия климат в страната, но през ХХ век значението му намалява с появата на железопътния транспорт и поради промени в течението на Хуанхъ.